# Novum Organum

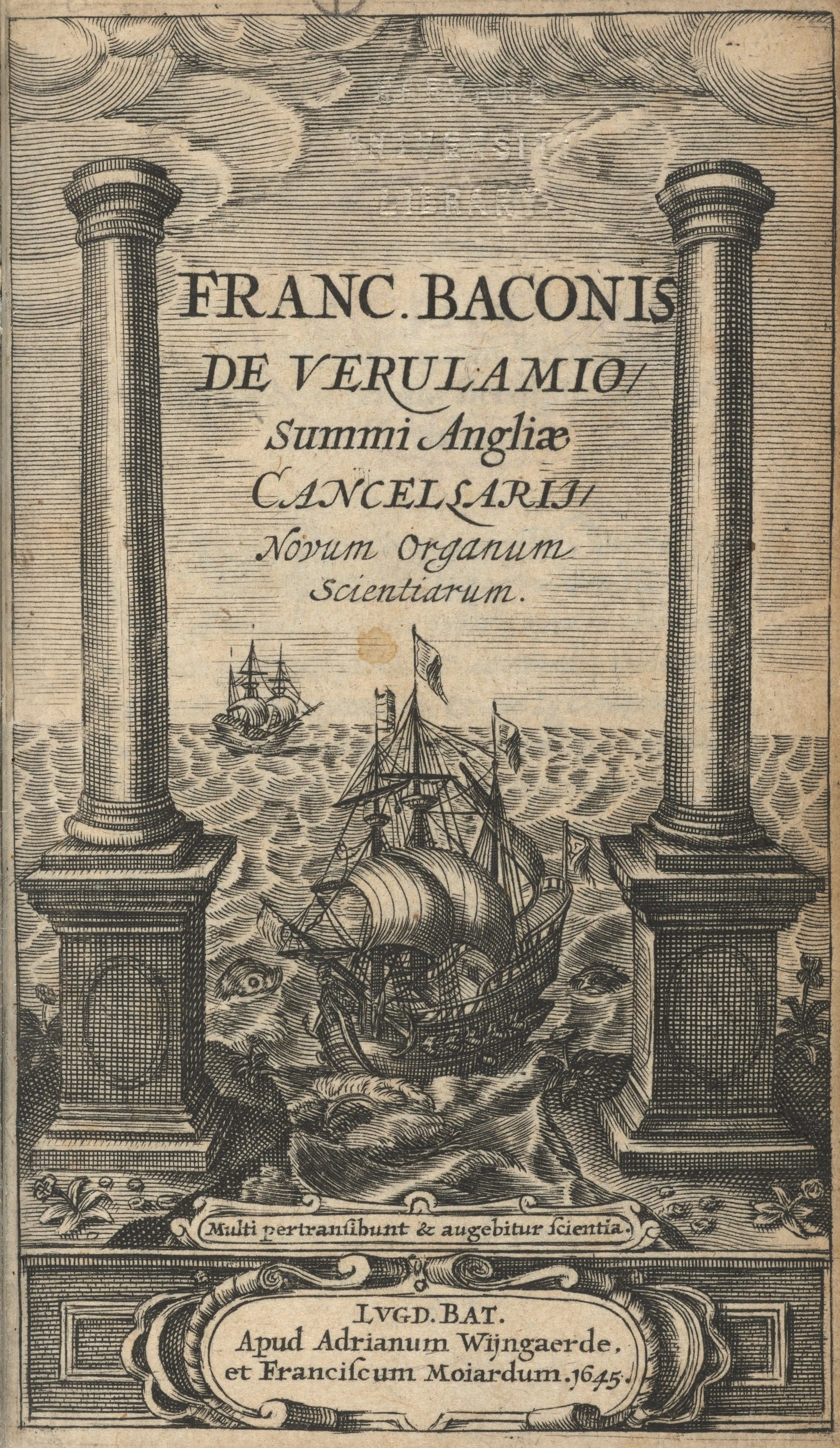
A ilustração da capa de Novum Organum

Novum Organum é uma obra de cunho científico e filosófico publicada em 1620 por Francis Bacon, dois anos após tornar-se Lorde Chanceler e barão de Verulam e dois anos antes de publicar a História Natural.

## Os ídolos
Francis Bacon foi chamado de “primeiro dos modernos e último dos antigos”, inventor do método experimental, fundador da ciência moderna e do empirismo.
Bacon viveu numa época de movimento cultural intenso e sua atividade política concedeu-lhe condições para dominar essa efervescência, dentro de uma perspectiva muito mais ampla do que a maior parte de seus contemporâneos. Tendo nascido durante o reinado de Elizabeth I, foi testemunha e participante nos setores econômico, social, científico e religioso dos combates entre as novas forças que surgiram e as antigas estruturas remanescentes.
Francis Bacon nasceu no dia 22 de janeiro de 1561, oitavo filho de Sir Nicholas Bacon e Anna Cook. Desde muito cedo sofreu influências antagônicas. Seu pai desempenhava a importante função de “guarda do grande selo” e seu tio William Cecil, Lorde Burghley, foi ministro da Rainha Elizabeth durante quarenta anos. Esse lado da família educou para a carreira diplomática e ensinou o comportamento mundano de um verdadeiro cortesão. Por outro lado, sua mãe, mulher de incomum cultura, tradutora de obras religiosas latinas, calvinista em teologia e puritana em moral, estimou no sentido do zelo, da dedicação e da severidade. Mãe até certo ponto opressiva, preocupava com as leituras, o tipo de vida e as companhias do filho, mesmo quando este já era adulto. O culto religioso familiar, que ela estimulava e no qual a leitura diária da Bíblia era ato obrigatório, deixou marcas profundas até no estilo literário de Bacon. Esses aspectos contraditórios da formação de Francis Bacon permitiriam explicar, segundo vários historiadores, aspectos fundamentais de sua vida e de sua obra.
Em 1573, com a idade de 12 anos, Bacon ingressou no Trinity college da Universidade de Cambridge, escola preferida pela nova nobreza e pelos novos funcionários do Estado. Em Cambridge, Bacon permaneceu até 1575, adquirindo sólidos conhecimentos de filosofia antiga e escolástica.
São de quatro gêneros os ídolos que bloqueiam a mente humana. Para melhor apresenta-los, lhes assinamos nomes, a saber: ídolos da tribo; Ídolos da caverna; Ídolos do foro e Ídolos do teatro.
Os “Ídolos da tribo” estão fundados na própria natureza humana, na própria tribo ou espécie humana. É falsa a asserção de que os sentidos do homem são a medida das coisas. Muito ao contrário, todas as percepções, tanto dos sentidos como da mente, guardam analogia com a natureza humana e não com o universo. O intelecto humano é semelhante a um espelho que reflete desigualmente os raios das coisas e, dessa forma, as distorce e corrompe.
O intelecto humano, por sua própria natureza, tende ao abstrato, e aquilo que flui, permanente lhe parece. Mas é melhor dividir em partes a natureza que traduzi-la em abstrações. Assim procedeu a escola de Demócrito, que mais que as outras penetrou os segredos da natureza. O que deve ser sobretudo considerado é a matéria, os seus esquematismos, os metaesquematismos, o ato puro, e a lei do ato, que é o movimento. As formas são simples ficções do espírito humano, a não ser que designemos por formas as próprias leis do ato.
Tais são os Ídolos a que chamamos de Ídolos da tribo, que têm origem na uniformidade da substância espiritual do homem, ou nos seus preconceitos, ou bem nas suas limitações, ou na sua contínua instabilidade; ou ainda na interferência dos sentimentos ou na incompetência dos sentidos ou no modo de receber impressões.

### Os ídolos da tribo
Os “Ídolos da tribo” são assim chamados porque inerentes à própria natureza humana “ou à própria tribo ou raça de homem”. Para os homens, por exemplo, é natural tomar o conhecimento dado pelos sentidos como verdadeiro. Eles não levam em conta que as percepções obtidas mediante os sentidos são parciais, pois dependentes da conformação própria do homem enquanto espécie. Segundo Bacon, a tendência da natureza humana no sentido de reduzir o complexo ao mais simples implica uma visão que se restringe àquilo que é favorável. Tratar-se-ia de uma espécie de inércia do espírito, cujas generalizações levariam em conta apenas aquilo que é conveniente.

### Os ídolos da caverna
Os “Ídolos da caverna” são os dos homens enquanto indivíduos. Pois cada um – além das aberrações próprias da natureza humana em geral – tem uma caverna ou uma cova que intercepta e corrompe a luz da natureza: seja devido à natureza própria e singular de cada um; seja devido à educação ou conversação com os outros; seja pela leitura dos livros ou pela autoridade daqueles que se respeitam e admiram; seja pela diferença de impressões segundo ocorram em ânimo preocupado e predisposto ou em ânimo equânime e tranquilo; de tal forma que o espírito humano – tal como se acha disposto em cada um – é coisa vária, sujeita a múltiplas perturbações, e até certo ponto sujeita ao acaso. Por isso, bem proclamou Heráclito que os homens buscam em seus pequenos mundos e não no grande ou universal.
Os “Ídolos da caverna” têm origem na peculiar constituição da alma e do corpo de cada um; e também na educação, no hábito ou em eventos fortuitos. Como as suas espécies são múltiplas e várias, indicaremos aquelas com que se deve ter mais cuidado, por se tratar das que têm maior alcance na turbação da limpidez do intelecto.
A maior e talvez a mais radical diferença que distingue os engenhos, em relação à filosofia e às ciências, está em alguns que são mais capazes e aptos para notar as diferenças das coisas, outros para as suas semelhanças. Com efeito, os engenhos constantes e agudos podem fixar, deter e dedicar a sua atenção às diferenças mais sutis. De outra parte, os engenhos altaneiros e discursivos reconhecem e combinam as mais gerais e sutis semelhanças das coisas. Mas tantos uns como outros podem facilmente incorrer no exagero, captando em um caso a graduação das coisas, em outro as aparências.
“Ídolos da caverna” (termo que alude à célebre alegoria da República de Platão), são erros de cada indivíduo, distinguindo-se, desse modo, dos “ídolos da tribo”, que se referem à espécie humana. Cada pessoa – diz Bacon – possui “sua própria caverna particular, que interpreta e distorce a luz da natureza”. A tendência dos indivíduos seria ver todas as coisas sob determinada luz muito particular, à qual estão acostumados. “Assim, alguns espíritos têm condições para assinalar as diferenças, outros, as semelhanças, e ambos tendem ao erro, embora de maneiras opostas; por outro lado, o dedicar-se a uma ciência ou a uma especulação particular pode conformar de tal modo o pensamento do homem, que este tudo interpreta à luz daquela”.
Há também os ídolos provenientes, de certa forma, do intercurso e da associação recíproca dos indivíduos do gênero humano entre si, a que chamamos de ídolos do foro devido ao comércio e consórcio entre os homens. Com efeito, os homens se associam graças ao discurso, e as palavras são cunhadas pelo vulgo. E as palavras, impostas de maneira imprópria e inepta, bloqueiam espantosamente o intelecto. Nem as definições nem as explicações com que os homens doutos se munem e se defendem, em certos domínios, restituem as coisas ao seu lugar. Ao contrário, as palavras forçam o intelecto e o perturbam por completo. E os homens são, assim, arrastados a inúmeras e inúteis controvérsias e fantasias.

### Os ídolos do foro
Os “Ídolos do foro” são de todo os mais perturbadores: insinuam-se no intelecto graças ao pacto de palavras e de nomes. Os homens, com efeito, crêem que a razão governa as palavras. Mas sucede também que as palavras volvem e refletem suas forças sobre o intelecto, o que torna a filosofia e as ciências sofísticas e inativas. As palavras, tomando quase sempre o sentido que lhes inculca o vulgo, seguem a linha de divisão das coisas que são mais potentes ao intelecto vulgar. Contudo, quando o intelecto mais agudo e a observação mais diligente querem transferir essas linhas para que coincidam mais adequadamente com a natureza, as palavras se opõem. Daí suceder que as magnas e solenes disputas entre os homens doutos, com frequência, acabem em controvérsias em torno de palavras e nomes, caso em que melhor seria (conforme o uso e a sabedoria dos matemáticos) restaurar a ordem, começando pelas definições. E mesmo as definições não podem remediar totalmente esse mal, tratando-se de coisas naturais e matérias, visto que as próprias definições constam de palavras e as palavras engendram palavras. Donde ser necessário o recurso aos fatos particulares e às suas próprias ordens e séries, como depois vamos enunciar, quando se expuser o “método” e o modo de constituição das noções e dos axiomas.
```
  Os “Ídolos do foro” (ou do mercado, ou da feira) são erros implicados na ambiguidade das palavras e na comunicação entre os homens. De acordo com Bacon, uma mesma palavra pode ser usada em sentidos diferentes pelos interlocutores de um diálogo; isso pode levar a uma aparente concordância entre as pessoas, quando na verdade ocorre o contrário. Por outro lado, os homens usam palavras, que não são mais do que abstrações, como se fossem nomes de entidades reais. “O homem crê que a razão governa as palavras, mas é certo também que as palavras atuam sobre o intelecto, e é isso que torna a filosofia e as 
ciências sofísticas
 e ociosas”.
```

### Os ídolos do teatro
```
 Há, por fim, ídolos que imigraram para o espírito dos homens por meio das diversas doutrinas filosóficas e também pelas regras viciosas da demonstração. São os "ídolos do teatro": por parecer que as filosofias adotadas ou inventadas são outras tantas fábulas, produzidas e representadas, que figuram mundos fictícios e teatrais. Não nos referimos apenas às que ora existem ou às filosofias e seitas dos antigos. Inúmeras 
fábulas
 do mesmo teor se podem reunir e compor, porque as causas dos erros mais diversos são quase sempre as mesmas. Ademais, não pensamos apenas nos numerosos princípios e axiomas das ciências que entraram em vigor, mercê da tradição, da credulidade e da negligência. Contudo, falaremos de forma mais ampla e precisa de cada gênero de ídolo, para que o intelecto humano esteja acautelado.
[
10
]

  Por sua vez, os “ídolos do teatro” não são inatos, nem se insinuaram às ocultas no intelecto, mas foram abertamente incutidos e recebidos por meio de fábulas dos sistemas e das pervertidas leis de demonstração. Porém, tentar e sustentar a sua 
refutação
 não seria consentâneo com o que vimos afirmando. Pois, se não estamos de acordo nem com os princípios nem com as demonstrações, não se admite nenhuma 
argumentação
. O que, ademais, é um favor dos fados, pois dessa forma é respeitada a glória dos antigos. Nada se lhes subtrai, já que se trata de uma questão de método. Um coxo (segundo se diz) no caminho certo, chega antes que um corredor extraviado, e o mais hábil e veloz, correndo fora do caminho, mais se afasta de sua meta. O nosso método de descobrir a verdadeira ciência é de tal sorte que muito pouco deixa à agudeza e robustez dos engenhos; mas, ao contrário, pode-se dizer que estabelece equivalência entre engenhos e intelectos. Assim como para traçar uma linha reta ou um círculo perfeito, perfazendo-os a mão, muito importam a firmeza e o desempenho, mas pouco ou nada importam usando a régua e o compasso. O mesmo ocorre com o nosso método. Ainda que seja de utilidade nula a refutação particular de sistemas, diremos algo das seitas e teorias e, a seguir, dos signos exteriores que denotam a sua falsidade; e, por último, das causas de tão grande infortúnio e tão constante e generalizado consenso no erro. E isso para que se torne menos difícil o acesso à verdade e o intelecto humano com mais disposição se purifique e os ídolos possa derrogar.
[
11
]

  Os “ídolos do teatro”, ou das teorias, são numerosos, e podem ser, e certamente o serão, ainda em muito maior número. Com efeito, se já por tantos séculos não tivesse a mente humana se ocupado da 
religião
 e 
teologia
; e se os governos civis (principalmente as monarquias) não tivessem sido tão adversos para com as novidades, mesmo nas especulações filosóficas – a tal ponto que os homens que as tentam sujeitam-se a riscos, ao desvalimento de sua fortuna, e, sem nenhum prêmio, expõem-se ao desprezo e ao ódio; se assim não fosse, sem dúvida, muitas outras seitas filosóficas e outras teorias teriam sido introduzidas, tais como floresceram tão grandemente diversificadas entre os gregos. Pois, do mesmo modo que se podem formular muitas teorias do céu a partir dos fenômenos celestes; igualmente, com mais razão, sobre os fenômenos de que se ocupa a filosofia se podem fundar e construir muitos dogmas. E acontece com as fábulas deste teatro o mesmo que no teatro dos poetas. As narrações feitas para a cena são mais ordenadas e elegantes e aprazem mais que as verdadeiras narrações tomadas da história.
  Mas em geral supõe-se para a matéria da filosofia ou muito a partir de pouco, ou pouco a partir de muito. Assim, a filosofia se acha fundada, em ambos os casos, numa base de experiência e história natural excessivamente estreita e se decide a partir de um número de dados muito menor que o desejável. Assim, a escola racional se apodera de um grande número de experimentos e pensadores, e o mais entrega à meditação e ao revolver do engenho.
  Há também outra espécie de filósofos que se exercitaram, de forma diligente e acurada, em um reduzido número de experimentos e disso pretenderam deduzir e formular sistemas filosóficos acabados, ficando, estranhamente, os fatos restantes à imagem daqueles poucos distorcidos.
  E há uma terceira espécie de filósofos, os quais mesclam sua filosofia com a 
teologia
 e a 
tradição
 amparada pela fé e pela veneração das gentes. Entre esses, há os que, levados pela vaidade, pretenderam estabelecer e deduzir as ciências da inovação de espíritos e gênios. Dessa forma, são de três tipos as fontes dos erros e das falsas filosofias: a sofística, a empírica e a supersticiosa.
[
12
]

  Finalmente, os” ídolos do teatro” têm suas causas nos sistemas filosóficos e em regras falseadas de demonstração. A expressão é justificada por Bacon pelo fato de esses sistemas constituírem puras invenções, como as peças de teatro que se sucedem na cena e não proporcionam um retrato fiel do universo, tal como ele realmente é. Criticando o prestígio dos sistemas filosóficos, Bacon não poupa ninguém. Trata 
Aristóteles
 como “o pior dos sofistas”. Para 
Platão
, reserva os mais ferinos adjetivos: “este trocista, este poeta pleno de vaidade, este teólogo entusiasta”, que teria confundido teologia com filosofia, cometendo o maior dos erros. Critica também os 
empíricos incipientes
, que conduziriam a experiência como um “prisioneiro em procissão”.
```